# Giorgio Berti

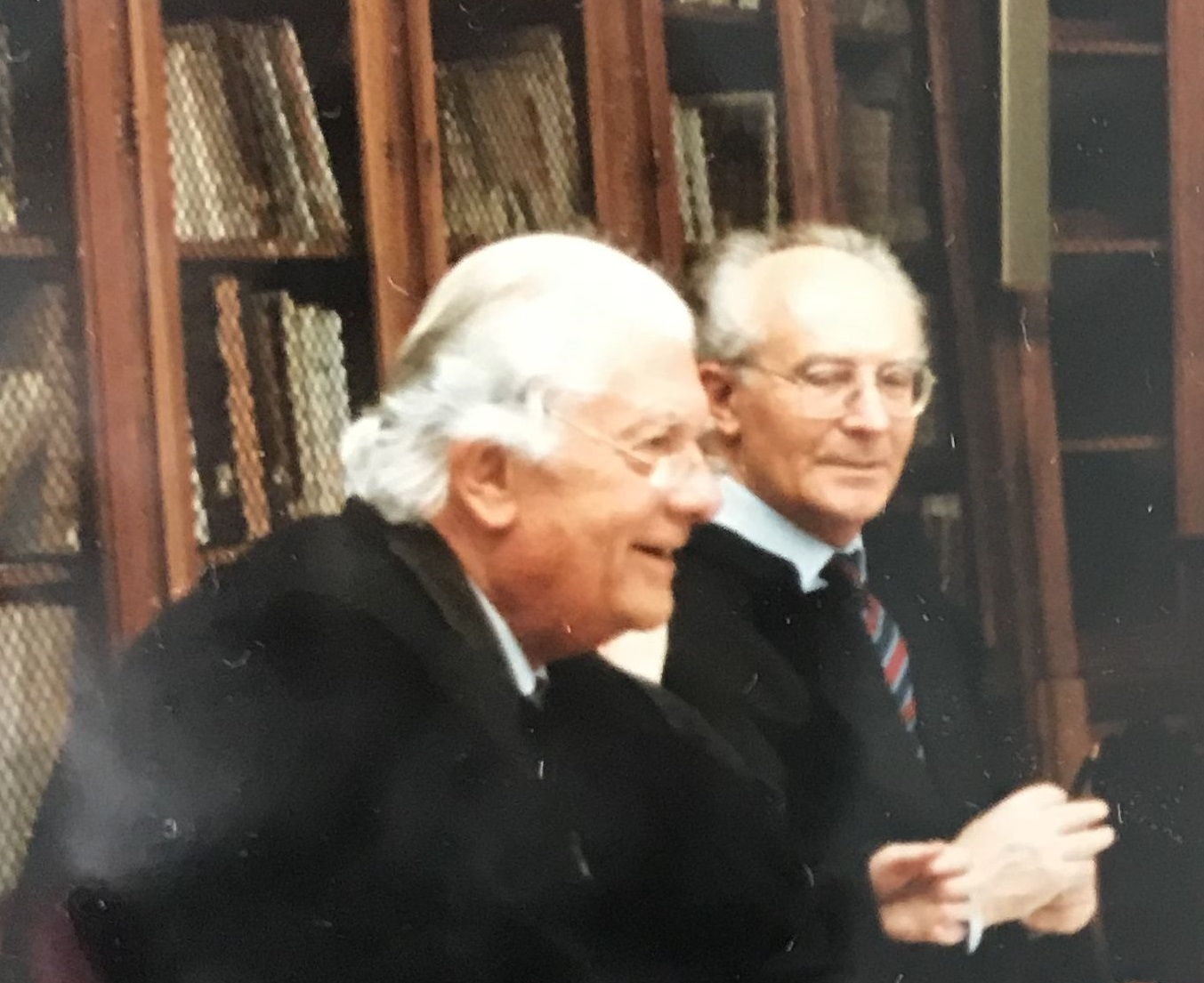
Il Prof. Giorgio Berti in Università Cattolica (Sala Negri da Oleggio) nel 1996

Giorgio Berti (Trecenta, 20 febbraio 1927 – Milano, 3 dicembre 2007) è stato un avvocato e giurista italiano.

## Biografia
Si laureò nell'Università di Ferrara nel 1949 e dopo aver lavorato, per alcuni anni, nel settore privato, divenne avvocato, operando in materia di diritto amministrativo. Iniziò ad occuparsi di tematiche di diritto amministrativo e costituzionale anche a livello teorico, divenendo successivamente professore universitario e insegnando a Ferrara, a Modena, a Venezia, a Padova (scienze politiche), a Firenze e, da ultimo, nell'Università Cattolica di Milano.
Insegnò sia diritto amministrativo che diritto costituzionale, oltre a dottrina dello Stato, a conferma di una visione poliedrica delle problematiche tipiche del diritto pubblico. Negli anni settanta fu tra i principali fautori di una riforma dell'amministrazione italiana in senso regionale.
Nel 2000 è stato insignito del premio Aldo Sandulli.
Lasciato l'insegnamento nel 2003, era divenuto successivamente professore emerito dell'Università Cattolica di Milano.

## Pensiero
Berti fu autonomo rispetto alle principali scuole di pensiero ed accademiche del diritto amministrativo, come testimoniato dal suo stesso percorso formativo. Il nocciolo del suo pensiero giuridico ruota attorno alla libertà dell'individuo ed al riconoscimento dei suoi diritti incomprimibili nei confronti di ogni entità esterna, fra cui lo Stato e la pubblica amministrazione, che dello Stato rappresenta il braccio operativo. 
Lo studio del diritto amministrativo era dunque inteso come inquadrato in una più ampia riflessione sulla libertà – costituzionalmente protetta – dell'individuo nei confronti del pubblico potere. Al contempo, l'amministrazione – anche in chiave riformistica – era intesa come un'organizzazione al servizio del cittadino, funzionale alla promozione delle libertà dell'individuo ed alla attuazione dei diritti fondamentali ad esso attribuiti dalla Carta costituzionale. 
Lo studio del diritto amministrativo non si esaurisce pertanto nell'analisi normativa e nella ricostruzione dogmatica degli istituti, quanto, piuttosto, nello studio della loro funzione e della loro aderenza e conformità a valori di rango costituzionale, se non extragiuridici. In questo, il suo pensiero appare affine a quello di Feliciano Benvenuti, già titolare di cattedra nell'Università Cattolica di Milano.

## Opere principali
- La pubblica amministrazione come organizzazione, 1969
- Caratteri dell'amministrazione comunale e provinciale, 1969
- Connessione e giudizio amministrativo, 1970
- Il principio organizzativo del diritto pubblico, 1986
- Diritto e Stato, riflessioni sul cambiamento, 1986
- Interpretazione costituzionale, 1987
- La responsabilità pubblica, 1994
- Corso breve di giustizia amministrativa, 2004
- Diritto amministrativo. Memorie e argomenti, 2008 (postumo)

| Controllo di autorità | VIAF (EN) 90141411 · ISNI (EN) 0000 0000 8399 4792 · SBN CFIV047749 · LCCN (EN) n91013643 · BNF (FR) cb123480252 (data) · J9U (EN, HE) 987007323063905171 |